# USS Lindsey (DM-32)
USS Lindsey (DD-771/DM-32/MMD-32) fue un destructor de clase Robert H. Smith en la Armada de los Estados Unidos durante la Segunda Guerra Mundial. Fue nombrado por Eugene E. Lindsey. 
Lindsey fue puesto en servicio como DD-771 como un destructor clase Allen M. Sumner el 12 de septiembre de 1943 por Bethlehem Steel Company, de San Pedro, California y botado el 5 de marzo de 1944; patrocinado por la Sra. Eugene E. Lindsey, viuda del Teniente Comdr. Lindsey. El barco fue reclasificado DM-32 el 19 de julio de 1944 y comisionado el 20 de agosto de 1944, por el Comandante T. E. Chambers al mando.

## Historial de servicio
Después de sacudirse en el sur de California, el nuevo destructor minero navegó desde San Francisco el 25 de noviembre de 1944 a través de Pearl Harbor hacia Ulithi, llegando el 3 de febrero de 1945. En camino desde Ulithi en la mañana del 8 de febrero, Lindsey se dirigió hacia Iwo Jima. Operando frente a Iwo Jima del 17 al 19 de febrero, Lindsey derribó seis armas en tierra y proporcionó fuego de cobertura mientras los buscaminas limpiaban el puerto. El 23 de febrero, regresó a Ulithi para prepararse para aterrizar en Okinawa. 

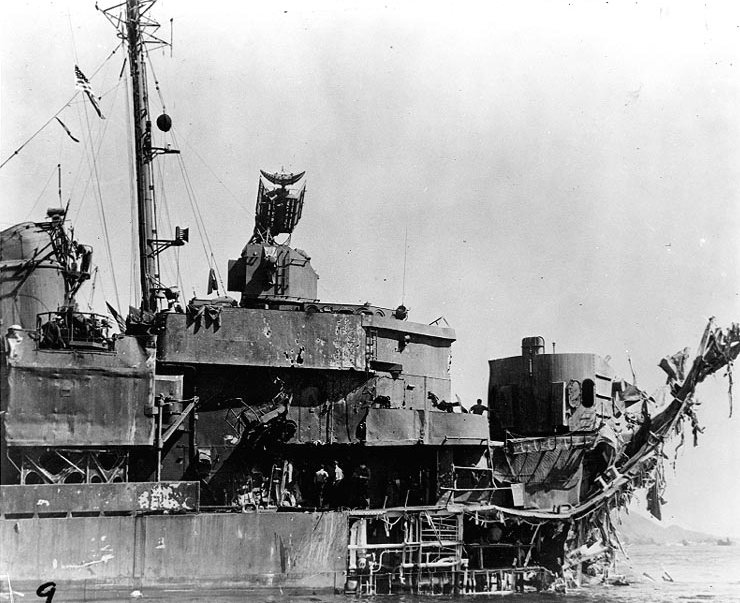
Vista de daños extensos en el casco delantero y la superestructura de la nave, recibida cuando fue golpeada por dos aviones kamikaze frente a Okinawa el 12 de abril de 1945.

En marcha el 19 de marzo, Lindsey llegó a Okinawa el 24 de marzo y barrió el puerto en busca de los transportes entrantes. Luego, cuando los marines se afianzaron, el barco bombardeó las instalaciones de armas japonesas y transfirió a los soldados heridos a los barcos hospitales. En la tarde del 12 de abril, Lindsey experimentó un ataque masivo kamikaze. Sus artilleros lograron golpes repetidos en siete bombarderos de buceo, pero dos bombarderos Aichi D3A "Val", dañados y fuera de control, se estrellaron contra Lindsey matando a 57 marineros e hiriendo a 57 más. La explosión del segundo "Val" rasgó unos 60 pies (18 m) fuera de su arco. Solo el "todo lleno" ordenado por el Comandante Chambers impidió que la presión del agua que caía derrumbara el mamparo de la sala de bomberos y hundiera el barco. 
Remolcada a Kerama Retto la misma noche, Lindsey permaneció en la laguna durante dos semanas reparando daños de batalla. El 28 de abril partió en remolque hacia Guam, donde, después de llegar el 6 de mayo, recibió una reverencia temporal. Navegó por su propia fuerza el 8 de julio hacia la costa este a través de Pearl Harbor y el Canal de Panamá, llegando a Norfolk, Virginia, el 19 de agosto de 1945. 
Después de extensas reparaciones en el astillero naval de Norfolk, Lindsey viajó al vapor el 6 de marzo de 1946 hacia Charleston, Carolina del Sur, y llegó al día siguiente. Lindsey desmanteló el 25 de mayo de 1946 y entró en la Flota de la Reserva Atlántica. Fue sacado del Registro Naval de Buques el 1 de octubre de 1970. 
Lindsey recibió dos estrellas de batalla por la Segunda Guerra Mundial. 
Harold Doss, hermano del galardonado con Medalla de Honor Desmond Doss, sirvió a bordo del USS Lindsey. 